# Autoroute S2 (Géorgie)
Pour les articles homonymes, voir S2.
L'autoroute S2, aussi connue sous le nom d'autoroute Senaki-Poti-Sarpi, est une autoroute partant de Senaki, passant à travers Poti pour arriver à la frontière turque, près de Sarpi. Elle s'étire sur 119 kilomètres.
L'autoroute est prolongée au-deçà de la frontière turque jusqu'à Trabzon. Elle fait partie des routes européennes 60 et 70.

## Tracé
- Senaki
- Poti
- Batumi